# الحركة بمعنى القطع
الحركة بمعنى القطع تحصل عند وجود الجسم المتحرك إلى المنتهى لأنها هي الأمر الممتد من أول المسافة إلى آخرها.